# Guillermo Vargas
Guillermo Vargas Jiménez, ook bekend als Habacuc (San José, 18 september 1975) is een Costa Ricaans kunstenaar, best bekend door het oproer veroorzaakt toen hij een uitgemergelde hond in een kunstgalerij tentoonstelde in Nicaragua in 2007.

## Leven en werk
Guillermo Vargas studeerde voor speciaal onderwijsleerkracht aan de Universidad Interamericana de Costa Rica, maar hij slaagde niet. Vargas beschrijft zichzelf als een zelfdoordacht kunstenaar. Vargass media omvat fotografie, schilderijen, prestatie kunst, installatiekunst, theatrisch dansen en video. Hij heeft tentoongesteld in Mexico, Nicaragua en Costa Rica, alsook in de Inter-Amerikaanse Ontwikkelingsbank in de Verenigde Staten. Vargas werd gekozen als een van 6 meest representatieve van Costa Rica op de Bienal Centroamericana Honduras in November, 2008.

## Eerste expositie
In augustus 2007 stelde Vargas zijn "Exposición N° 1" voor in de Códice galerij in Managua, Nicaragua. Deze expositie bevatte onder meer 175 verbrande stukjes van crack cocaïne en 28 gram marijuana op de hymne van het Sandinista volkslied achterstevoren. De galerij bevatte ook een uitgemergelde hond gebonden aan een muur door een stuk touw met "Eres Lo Que Lees" ("je bent wat je leest") geschreven op de muur in honden eten. Het (kunst)werk veroorzaakte veel commotie wanneer het nieuws verspreid werd dat de hond was gestorven door uithongering als deel van Vargass werk.
Foto's van de expositie kwamen op het internet, die de hond vastgebonden toonden in een kamer vol met staande mensen. Er zijn geen aanwijzingen in de foto's van waar of wanneer ze genomen zijn noch door wie. De woede, teweeggebracht door de foto's, en het feit dat de hond aan zijn lot was overgelaten om te verhongeren, verspreidde zich snel internationaal via blogs, e-mails, en andere niet bevestigde bronnen, inclusief internetpetities met 4 miljoen handtekeningen om Vargas ervan te weerhouden om deel te nemen aan de 2008 Bienal Centroamericana in Honduras. Vargas heeft de petitie onderschreven door te zeggen dat hij zelf ook had getekend.
Juanita Bermúdez, de directeur van de Códice Galerij verklaarde dat het dier regelmatig gevoerd werd en maar 3 uur vastgebonden was voor het ontsnapte. Vargas zelf weigerde om te reageren over het lot van de hond, maar zei wel dat niemand heeft geprobeerd de hond te bevrijden. Vargas verklaarde dat de expositie en de er over gaande controverse de schijnheiligheid van de mensen dat niemand geeft om de dood van een straathond. In een interview in El Tiempo, legde Vargas uit dat hij was geïnspireerd door de dood van Natividad Canda, een Nicaraguaanse verslaafde die werd gedood door twee Rottweilers in de provincie Cartago, Costa Rica en gefilmd terwijl hij stierf door de nieuws media in bijzijn van de politie, brandweer en veiligheidsmensen.
De wereld gemeenschap voor de bescherming van dieren heeft de zaak ook onderzocht en vond de informatie over de zaak ontoereikend en ontmoette de sponsors van de Honduras Bienal om te verzekeren dat er geen dieren zouden worden misbruikt in de volgende tentoonstelling in het land.

## Prijzen
- Eerste plaats Bienarte 2005, San José, Costa Rica
- Eerste plaats Bienarte 2007, San José, Costa Rica